# Cirrus infrarouge

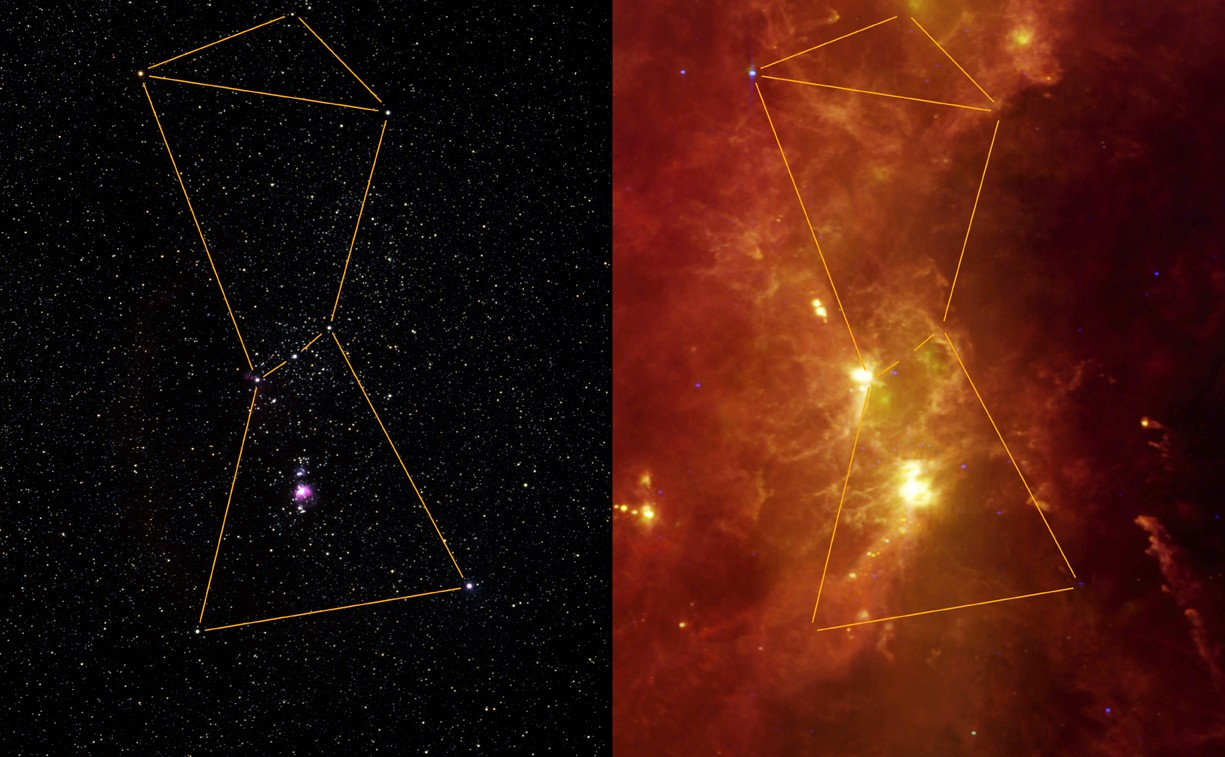
Cirrus infrarouge observés par la NASA dans la constellation d'Orion (à droite)

Les cirrus infrarouges  sont des structures astronomiques filamentaires visibles en lumière infrarouge. Cette dénomination provient de leur aspect rappelant celui des nuages. Ils furent détectés initialement par le satellite Infrared Astronomical Satellite(IRAS) dans des longueurs d'onde comprises entre 600 et 1000 nanomètres.